# Stanisław Kątski
Stanisław Kątski (Stanislas de Kontski; * 8. Oktober 1820; † 1892) war ein polnischer Pianist und Komponist.
Stanisław Ka̜tski war der zweitjüngste der Ka̜tski-Brüder, die als Musiker bekannt wurden: Antoni und Karol als Pianisten, Apolynari als Geiger. Er trat in jüngeren Jahren als Konzertpianist auf und lebte später als Klavierlehrer in Paris. Von ihm erschien eine Reihe von Klavierwerken im Druck.

## Werke
- Loin de sa patrie, Op. 4
- Nocturne No.2, Op. 9
- La sentimentale, Op. 10
- Une soirée d’hiver, Op. 11
- Souvenir de Cracovie, Op. 16
- Thérèsa, Op. 17
- Rêverie fantastique, Op. 18
- Tristesse et désespoir, Op. 19
- Souvenir de Grudzielec